# Ayn Rand
Ayn Rand, geboren als Али́са Зино́вьевна Розенба́ум (Alisa Zinovjevna Rosenbaum), (Sint-Petersburg, 2 februari 1905 – New York, 6 maart 1982) schreef romans en was de grondlegger van de filosofie van het objectivisme. Ze groeide op in Rusland en vertrok in 1926 naar de Verenigde Staten waar ze niet veel later de Amerikaanse nationaliteit aannam.
In haar romans heeft ze het beeld van de mens als heldhaftig wezen trachten te scheppen. De meeste bekendheid verkreeg ze met haar twee laatste romans: The Fountainhead en Atlas Shrugged .Daarna legde ze zich toe op de uitwerking van haar filosofie in een aantal non-fictie-werken.

## Levensloop
Alisa Zinovjevna Rosenbaum werd in 1905 geboren in Sint-Petersburg als oudste dochter van Zinovy en Anna Rosenbaum. Haar ouders hadden een Joodse achtergrond maar waren niet praktiserend. De Tweede Wereldoorlog hebben ze net zoals haar zus Natasja (°1907) niet overleefd en ze dacht dat ook haar jongste zus Eleanora "Nora" (°1910-1999) toen was overleden tot ze die in 1973 terugzag. Ze verwierp het geloof in een hogere macht al op jonge leeftijd en ontwikkelde een enorme interesse in boeken en films. Op 9-jarige leeftijd begon ze verhaaltjes te schrijven en hield van Walter Scott, Alexandre Dumas père, Victor Hugo en andere schrijvers uit de romantiek.
Vanwege de Russische revolutie in 1917 vluchtte het gezin Rosenbaum naar de Krim, maar toen dat schiereiland in 1921 in handen van de bolsjewieken viel, keerden ze terug naar Sint Petersburg, waar ze filosofie en geschiedenis studeerde aan de universiteit. Hier kwam ze in aanraking met de werken van Edmond Rostand, een schrijver uit de Franse romantiek, en Friedrich Schiller, die ze prees vanwege zijn grootse heroïsche stijl. Ook Friedrich Nietzsche bewonderde zij om zijn verheerlijking van het heroïsche en het onafhankelijke individu. Later heeft ze zich uitgesproken tegen elementen van subjectivisme in Nietzsches werken. In 1924 rondde zij haar opleiding af en begon met een studie toneelschrijven.

### Emigratie
Toen zij een visum kreeg om haar familie in de Verenigde Staten te bezoeken zag ze haar kans schoon. Bij aankomst in New York werd ze vrijwel meteen verliefd op de stedelijke horizon van Manhattan. Later zou ze er onder andere in haar boeken nog vaak op terugkomen. Zo zegt een van de personages in The Fountainhead: "I would give the greatest sunset in the world for one sight of New York's skyline. Particularly when one can't see the details. Just the shapes. The shapes and the thought that made them. The sky over New York and the will of man made visible. What other religion do we need? [...] I feel that if a war came to threaten this, I would like to throw myself into space, over the city, and protect these buildings with my body. " ('De mooiste zonsondergang ter wereld verruil ik met liefde voor één enkele aanblik van de skyline van New York. Vooral als je de details niet kunt zien. Alleen de vormen. De vormen en het denkwerk dat daarvoor nodig was. De hemel boven New York en de wil van de mens zichtbaar gemaakt. Welke religie heb je dan nog nodig? [...] als dat door een oorlog gevaar zou lopen, zou ik denk ik wat graag de ruimte in springen, boven deze stad, en deze gebouwen met mijn lichaam beschermen.').

### Hollywood
Na een paar maanden bij familie in Chicago trok ze naar Hollywood om daar scriptschrijver te worden en nam de naam Ayn Rand aan. Ayn is afgeleid van het Finse Aina. Haar achternaam veranderde ze zodat haar familie in Rusland niet onmiddellijk in verband gebracht kon worden met haar radicale ideeën, die onder het Sovjetregime ontoelaatbaar waren. "Rand" is mogelijk gebaseerd op de manier waarop haar achternaam Rosenbaum in het Cyrillisch schrift geschreven stond op haar diploma. De theorie dat ze haar naam ontleende aan de Remington Rand-typemachine kan niet juist zijn, omdat ze de naam al gebruikte voordat dit apparaat op de markt kwam.
In Hollywood ontmoette ze Cecil B. DeMille en in 1927 kreeg ze een klein rolletje in King of Kings, waar ze op de set de acteur Frank O'Connor leerde kennen, met wie ze in 1929 trouwde . Daarnaast kreeg ze ook baantjes op bijvoorbeeld de kostuumafdeling van een filmstudio. Haar succes als schrijfster begon langzaam. In 1932 verkocht ze haar eerste script Red Pawn aan Universal, maar het werd nooit verfilmd. In 1934 kwam ze met het toneelstuk The Night of January 16th dat Broadway haalde en in 1941 verfilmd werd.
Later zouden het script You Came Along, het op Chris Massies boek gebaseerde Love Letters en enkele van haar eigen boeken verfilmd worden. In 2004 werd de televisieserie Ideal uitgebracht dat gebaseerd is op haar boek The Fountainhead.

### Romans
In 1936 kwam Rand met het enigszins autobiografische We The Living en twee jaar later met Anthem. We The Living werd vanwege de felle anticommunistische toon met gemengde gevoelens ontvangen in de VS. De jaren van de grote depressie (ook wel 'The Red Decade' genoemd) waren bij het verschijnen van het boek op hun dieptepunt en er leefde een grote sympathie voor het socialisme onder de Amerikaanse bevolking.
Voor Anthem, een boek waarin een futuristische maatschappij wordt beschreven en waarin het collectivisme triomfeert, kon ze in de VS geen uitgever vinden en het werd uitgegeven in het Verenigd Koninkrijk. In 1943 kwam haar grote succes met de bestseller The Fountainhead (in het Nederlands vertaald onder de titel De eeuwige bron) nadat het door twaalf uitgevers was afgewezen omdat het te intellectueel was en niet aansloot bij de mainstream. Bij de Bobbs-Merrill Company Publishing House werd het boek een wereldwijd succes met zo'n 6 miljoen verkochte exemplaren. In 1949 werd het boek verfilmd met in de hoofdrol Gary Cooper. In 1957 verscheen Atlas Shrugged (in het Nederlands vertaald als Wereldschok, Atlas In Staking, en De Kracht van Atlantis), dat insloeg als een bom en intellectueel Amerika op zijn kop zette.

### Objectivisme
Rand was de grondlegger van het objectivisme. Ze kwam regelmatig samen met de jonge psychologiestudent Nathan Blumenthal (later Nathaniel Branden), diens vrouw Barbara, Barbara's neef Leonard Peikoff, Alan Greenspan en een aantal anderen (de groep werd schertsend aangeduid als "The Collective"). Deze kleine kring van vertrouwelingen die ze om zich heen verzamelde groeide uit tot een denktank, en kreeg later de allures van een sekte. In 1954 werd Rands nauwe relatie met de jongere Nathaniel Branden een romantische affaire, met de toestemming van hun echtgenoten. Het Nathaniel Branden Institute (NBI) verspreidde boeken, artikelen en presentaties over het Objectivisme. The Collective ging ten onder aan ruzie en jaloezie.
In 1968 kwam er een breuk in de samenwerking tussen het echtpaar Branden en Rand. Branden ging hierop zijn eigen weg en ontwikkelde zijn eigen theorieën. Hij bekritiseerde Rands verwaarlozing van emoties (‘een emotie is geen argument en zodoende niet bruikbaar voor het redeneren’). Een kijk op deze gebeurtenissen is uitgebreid te lezen en zien in het boek en de film Ayn Rand: A sense of Life, een andere visie is te lezen in het boek The Passion of Ayn Rand's Critics.

### Politieke invloed
Haar boek De deugd van het egoïsme (The virtue of selfishness) is zeer invloedrijk in de Verenigde Staten. Dit boek bevat essays van Rand en Branden over uiteenlopende onderwerpen, zoals genot, internationale politiek, racisme en popmuziek. Er is eveneens een college over de ethiek van het objectivisme in opgenomen, dat Rand in februari 1961 aan de University of Wisconsin-Madison hield. Onder meer Alan Greenspan, voormalig voorzitter van het Federal Reserve System (The Fed), behoorde tot The Collective. Hij was destijds in grote lijnen een aanhanger van haar gedachtegoed. Er is echter ook kritiek dat zijn beleid niet bij het vrijemarktdenken van het objectivisme past. Ook de republikeinse vicepresidentskandidaat Paul Ryan zegt geïnspireerd te zijn door haar ideeën, al deed hij wel afstand van Rands ideeën toen hij hierdoor in opspraak raakte. Zij wordt wel een van de belangrijkste inspiratoren van het libertarisme genoemd, hoewel ze zelf hiervoor zeer kritisch was.

### Haar laatste jaren

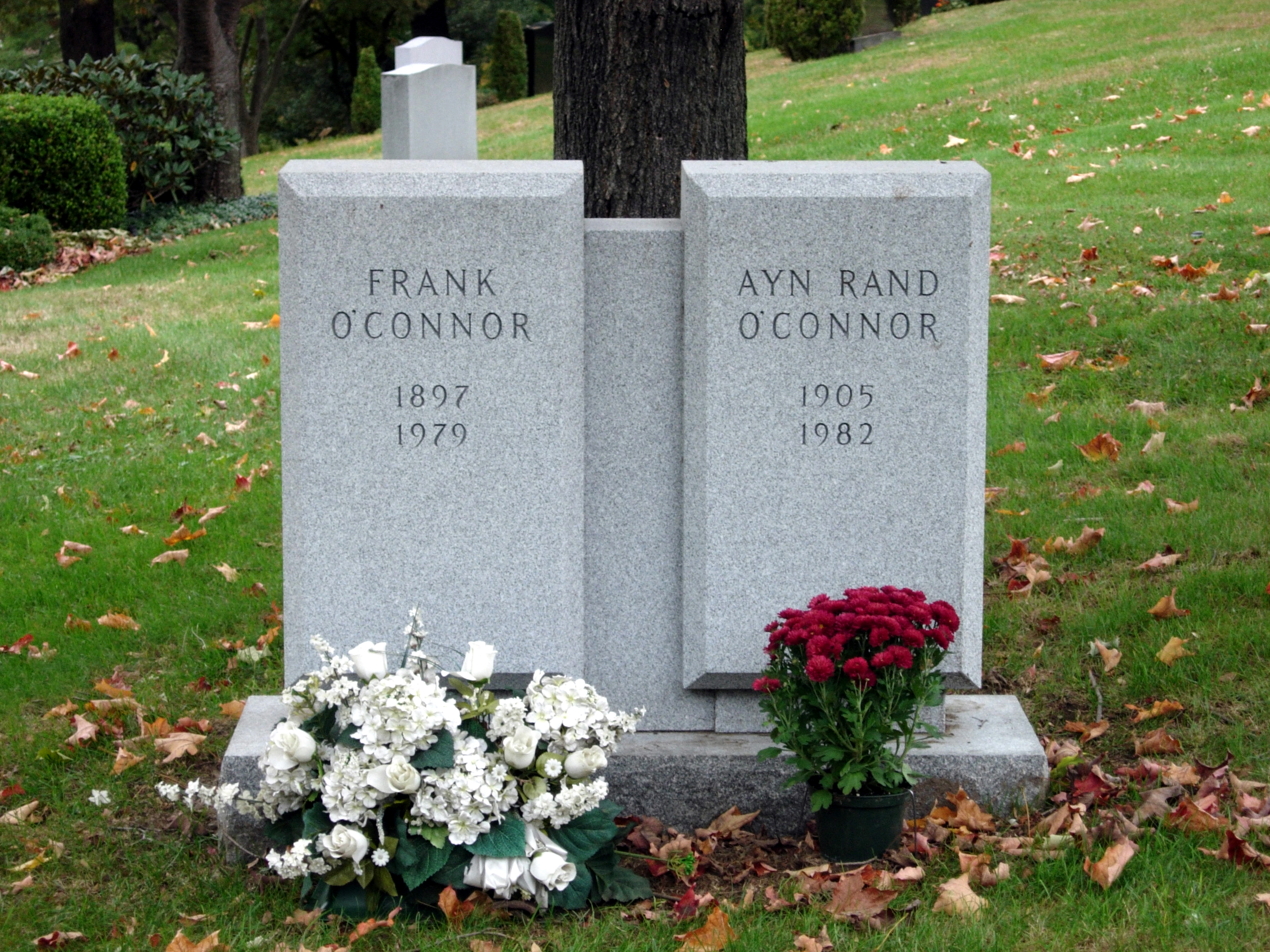
Graf van Frank O'Connor en Ayn Rand.

Na haar breuk met de Brandens viel The Collective uiteen en gingen veel van haar vrienden hun eigen weg. Uit The Collective bleef slechts Leonard Peikoff met haar bevriend tot aan haar dood in 1982. Hij werd haar wettelijke erfgenaam en stichtte samen met de zakenman Ed Snider in 1985 het Ayn Rand Institute. Rand werkte in de jaren zeventig aan een script voor een tv-serie van Atlas Shrugged en een nieuwe roman getiteld To Lorne Dieterling. Beide projecten raakten niet afgerond, eerst door het overlijden van haar man Frank in 1979 en uiteindelijk door haar eigen dood in 1982.
Rand was een zware roker en onderging in 1974 een longoperatie. Hoewel haar boeken bleven verkopen, maakte ze vanaf 1976 gebruik van een soort leefloon en ziekte-uitkering. Er kwam hier kritiek op omdat ze het principe achter dergelijke uitkeringen altijd had gehekeld. Rand vond evenwel dat haar geen hypocrisie kon worden verweten zolang ze maar bleef pleiten voor de afschaffing. "Naast de krenking die zij door toedoen van anderen ondergaan hoeven de slachtoffers [van socialistisch beleid] niet ook nog eens de martelaar te gaan uithangen; zij hoeven de rovers niet dubbel te laten profiteren door hen het geld uitsluitend te laten verdelen onder de parasieten die het luidkeels hebben opgeëist." Een aantal leden van The Collective kwam wel naar haar begrafenis, onder wie Alan Greenspan.

## Gedachtegoed
Het objectivisme van Ayn Rand stelt dat de werkelijkheid onafhankelijk bestaat van interpretaties door individuen; de werkelijkheid 'is zoals zij is.' Deze werkelijkheid kunnen we objectief kennen wanneer we op de juiste manier gebruik maken van de menselijke rede. Met betrekking tot ethiek dient het individu zijn rationele eigenbelang na te streven om zo zijn eigen geluk te bereiken. Met betrekking tot politieke theorie vereist deze morele code de afwezigheid van geweld-initiatie. Op basis daarvan worden individuele rechten geformuleerd; hierbij is het de taak van een nachtwakersstaat om deze rechten te verdedigen. Het politiek-economische systeem dat hierbij hoort is het laisser-faire kapitalisme. Kunst hoort een ode aan het leven te zijn.
Binnen de ethiek zijn voor Rand de belangrijkste waarden de rede, doelmatigheid en zelfwaardering. Deze waarden hangen direct samen met belangrijke deugden, respectievelijk rationaliteit, productiviteit en trots. Productief werk dient hierbij het centrale doel in het leven te zijn, rationaliteit is een voorwaarde van productief werk en trots zijn op jezelf is het resultaat. Moraliteit is volgens Rand niet bedoeld om jezelf op te offeren voor andere mensen, maar om gelukkig te worden in het leven. Door op een deugdzame manier rationele doelen na te streven kan men die doelen bereiken en zodoende gelukkig worden - het hoogste doel in het leven.
Rand is voorstander van een republiek die individuele rechten beschermt (zie ook nachtwakersstaat). Om deze reden is ze gekant tegen elke vorm van collectivisme, waaronder democratie, begrepen als louter de heerschappij van de meerderheid: "Democratie is kortom een vorm van collectivisme die individuele rechten ontkent: de meerderheid kan ongebreideld doen wat ze wil. In principe is de democratische regering almachtig. Democratie is een totalitaire manifestatie; zij is geen vorm van vrijheid."

### Fictie
- Night of January 16th (1934) (NL: De nacht van de zestiende januari. Een moordzaak in drie bedrijven)
- We The Living (1936) (NL: De vrijheid gloorde)
- Anthem (1938) (NL: Loflied)
- The Fountainhead (1943) (NL : De eeuwige bron)
- Atlas Shrugged (1957) (NL 1e vertaling: Wereldschok; 2e: Atlas in staking; 3e: De kracht van Atlantis)

### Non-fictie
- For the New Intellectual (1961)
- The Virtue of Selfishness (met Nathaniel Branden) (1964)
- Capitalism: The Unknown Ideal (met Nathaniel Branden, Alan Greenspan, en Robert Hessen) (1966) (NL: Kapitalisme. Het onbegrepen ideaal)
- Introduction to Objectivist Epistemology (1967)
- The Romantic Manifesto (1969)
- The New Left: The Anti-Industrial Revolution (1971)
- Philosophy: Who Needs It (1982)